# Прохоров, Василий Никитович (Герой Советского Союза)
Василий Никитович Прохоров (1902 год — 23 ноября 1944 года) — командир роты 1258-го стрелкового полка 378-й стрелковой дивизии (4-я ударная армия, 1-й Прибалтийский фронт), капитан, Герой Советского Союза.

## Ранние годы
Родился в 1902 году, в селе Успенка ныне Рыбинского района Красноярского края, в крестьянской семье. Окончил пять классов, крестьянствовал. С 1924 по 1926 год служил в Красной Армии, затем, окончив агрономические курсы, работал агрономом в колхозе.

## В годы Великой Отечественной войны
В августе 1941 года вновь был призван в армию Рыбинским РВК. На фронтах Великой Отечественной войны с января 1942 года.
Командир роты 1258-го стрелкового полка 378-й стрелковой дивизии (4-я ударной армии, 1-й Прибалтийский фронт) капитан Василий Никитович Прохоров отличился при форсировании реки Венты в районе хутора Зирнайи Салдусского района Латвийской ССР 23 ноября 1944 года. В бою за плацдарм был смертельно ранен.
Указом Президиума Верховного Совета СССР от 24 марта 1945 года за мужество и отвагу, проявленные в боях с врагами, капитану Прохорову Василию Никитовичу присвоено звание Героя Советского Союза, посмертно.
Был похоронен на хуторе Гобас волости Пампалю Кулдигского уезда Латвийской ССР. Согласно информации из обобщённой банк данных «Мемориал» в настоящее время захоронение находится на территории посёлка Пампали, волости Пампалю Салдусского края Латвии.

## Память
Именем Героя были названы улицы в городе Заозёрном, селе Успенка.

## Награды
- Орден Ленина;
- орден Александра Невского;
- орден Красной Звезды;
- медаль «За отвагу»;
- медаль «За оборону Ленинграда».